# Wolfgang Rolff
Wolfgang Rolff (ur. 26 grudnia 1959 w Lamstedt, Dolna Saksonia) – niemiecki piłkarz występujący na pozycji lewego pomocnika, trener.

## Kariera
W latach osiemdziesiątych należał do całego utalentowanego pokolenia niemieckich piłkarzy, stanowiących o sile Bundesligi. Najlepszy okres kariery spędził w Hamburgu, w pierwszej połowie dekady. Ówczesny HSV, którego Rolff był ważnym elementem, należał do ścisłej europejskiej czołówki.
23 lutego 1983 zadebiutował w reprezentacji meczem z Portugalią. Wystąpił na Mistrzostwach Europy w 1984 roku, podczas których RFN poniosła porażkę, nie wychodząc z grupy.
Sam Rolff nie stracił zaufania kolejnego selekcjonera Franza Beckenbauera, który najpierw zabrał go na meksykański mundial 1986, a potem turniej Euro 1988. Na pierwszej z tych imprez wystąpił epizodycznie. Na drugiej grał w podstawowym składzie, ale spisał się poniżej oczekiwań.
Ostatni mecz w reprezentacji rozegrał 26 kwietnia 1989 w meczu z Holandią.
W opinii fachowców Rolff nigdy nie był wybitnym piłkarzem. Często krytykowano jego powołania do reprezentacji, szczególnie za kadencji Beckenbauera. Był mało finezyjnym, solidnym rzemieślnikiem. Z perspektywy czasu, w pamięci kibiców, niewiele przetrwało z jego poczynań.
Zagorzali zwolennicy Bundesligi pamiętają najczęściej jeden fakt w karierze Rolffa, nie przynoszący mu chwały. 26 marca 1983, będąc zawodnikiem HSV, podczas meczu na szczycie z Bayernem Monachium, niezamierzenie, aczkolwiek brutalnie sfaulował gracza gości, Paula Breitnera. W efekcie, Breitner doznawszy skomplikowanej kontuzji, zmuszony został do przedwczesnego zakończenia kariery.
Po zakończeniu kariery rozpoczął pracę trenerską. Najczęściej w roli asystenta, w klubach, Hamburger SV, VfB Stuttgart, Bayer 04 Leverkusen i reprezentacji Kuwejtu. Od lipca 2004 roku jest asystentem Thomasa Schaafa w pierwszoligowym Werderze Brema.

## Kariera zawodowa
- 1980 – 1982 Fortuna Köln
- 1982 – 1986 Hamburger SV
- 1986 – 1989 Bayer 04 Leverkusen
- 1989 – 1990 Racing Strasbourg
- 1990 – 1991 Bayer Uerdingen 05
- 1991 – 1994 Karlsruher SC
- 1994 – 1995 FC Köln
- 1995 – 1996 Fortuna Köln
- Liczba meczów w Bundeslidze: 356
- Liczba goli w Bundeslidze: 47
- Liczba meczów w 2.Bundeslidze: 126
- Liczba goli w 2.Bundeslidze: 23
- Liczba meczów w Ligue 1: 30
- Liczba goli w Ligue 1: 4
- Liczba meczów w reprezentacji: 37

## Sukcesy
- Wicemistrzostwo świata: 1986
- Mistrzostwo Bundesligi: 1983
- Wicemistrzostwo Bundesligi: 1984
- Puchar Mistrzów: 1983
- Puchar UEFA: 1988
- Awans do pierwszej ligi: 1981